# سی‌اف‌بی بردن
سی‌اف‌بی بردن (به انگلیسی: CFB Borden) (به زبان بومی: 16 Wing Borden) یک فرودگاه نظامی با کد یاتا YBN است . این فرودگاه در کشور کانادا قرار دارد و در ارتفاع ۲۲۲ متری از سطح دریا واقع شده‌است.